# 日本国際政治学会
一般財団法人日本国際政治学会（いっぱんざいだんほうじんにほんこくさいせいじがっかい、英: The Japan Association of International Relations , JAIR）は、日本の国際政治学者・研究者・院生を対象とした学術組織。日本学術会議の協力学術研究団体。

## 概要
「国際政治、国際政治史、地域研究その他の国際的諸問題などに関する学際的研究の推進、発表及び普及を図り、国際政治分野における学術研究交流の促進に寄与する」ことを目的に掲げる。学会事務所は東京都国立市。会員数は、2024年時点で2000名強である。
初代理事長を務める神川彦松、田中直吉、細谷千博などの外交史研究者が中心となって1956年に設立され、戦前の植民政策論の流れを承けた国際関係学の研究者も合流して発展した。学会の地位は、1959年に財団法人、2008年に特例民法法人、そして2012年に一般財団法人へとそれぞれ移行している。
現在の理事長は遠藤貢（）。
1957年より有斐閣から和文機関誌『国際政治』、2001年よりオックスフォード大学出版局から英文機関誌International Relations of the Asia-Pacificを発行している。1962-63年には全八巻構成の『太平洋戦争への道』、2009年には全四巻構成の『日本の国際政治学』を公刊した。また、2008年には若手研究者の研究を奨励する目的で学会奨励賞が創設された。

## 歴代理事長
歴代理事長は以下の通り。
| 代     | 氏名       | 在任時期        | 所属大学     | 備考   |
| ------ | ---------- | --------------- | ------------ | ------ |
| 初代   | 神川彦松   | 1956年 - 1968年 | 明治大学     |        |
| 第2代  | 英修道     | 1968年 - 1972年 | 慶應義塾大学 |        |
| 第3代  | 田中直吉   | 1972年 - 1976年 | 法政大学     |        |
| 第4代  | 細谷千博   | 1976年 - 1980年 | 一橋大学     |        |
| 第5代  | 谷川栄彦   | 1980年 - 1982年 | 九州大学     |        |
| 第6代  | 川田侃     | 1982年 - 1984年 | 上智大学     |        |
| 第7代  | 永井陽之助 | 1984年 - 1986年 | 青山学院大学 |        |
| 第8代  | 宇野重昭   | 1986年 - 1988年 | 成蹊大学     |        |
| 第9代  | 有賀貞     | 1988年 - 1990年 | 一橋大学     |        |
| 第10代 | 松本三郎   | 1990年 - 1992年 | 慶應義塾大学 |        |
| 第11代 | 木戸蓊     | 1992年 - 1994年 | 神戸大学     |        |
| 第12代 | 鴨武彦     | 1994年 - 1996年 | 東京大学     |        |
| 第13代 | 佐藤英夫   | 1996年 - 1998年 | 筑波大学     |        |
| 第14代 | 山本吉宣   | 1998年 - 2000年 | 東京大学     |        |
| 第15代 | 猪口孝     | 2000年 - 2002年 | 東京大学     |        |
| 第16代 | 下斗米伸夫 | 2002年 - 2004年 | 法政大学     |        |
| 第17代 | 大芝亮     | 2004年 - 2006年 | 一橋大学     |        |
| 第18代 | 国分良成   | 2006年 - 2008年 | 慶應義塾大学 |        |
| 第19代 | 田中明彦   | 2008年 - 2010年 | 東京大学     |        |
| 第20代 | 古城佳子   | 2010年 - 2012年 | 東京大学     |        |
| 第21代 | 酒井啓子   | 2012年 - 2014年 | 千葉大学     |        |
| 第22代 | 中西寛     | 2014年 - 2016年 | 京都大学     |        |
| 第23代 | 石田淳     | 2016年 - 2018年 | 東京大学     |        |
| 第24代 | 佐々木卓也 | 2018年 - 2020年 | 立教大学     |        |
| 第25代 | 大矢根聡   | 2020年 - 2022年 | 同志社大学   | [ 28 ] |
| 第26代 | 飯田敬輔   | 2022年 - 2024年 | 東京大学     | [ 29 ] |
| 第27代 | 遠藤貢（） | 2024年 - 現職   | 東京大学     | [ 30 ] |